# Panazee
Die Panazee (zu deutsch Allheilmittel) ist ein mythisches Universal-Heilmittel (bzw. -Arznei/-Medikament) zur Behandlung aller möglichen Krankheiten.
Die Suche nach einem derartigen Heilmittel galt wie die Suche nach dem „Stein der Weisen“ und dem „Lösungsmittel für alle Stoffe“ als eine Aufgabe der Alchemie.
Der Name leitet sich ab von griechisch Πανάκεια Panakeia, deutsch ‚die alles Heilende‘, einer Tochter des Asklepios, des Gottes der Heilkunst in der griechischen Mythologie. Heute werden die Begriffe Panazee oder Allheilmittel häufig im ironischen Sinn gebraucht, um eine illusorische Universal-Lösung aller Probleme zu bezeichnen.